# Hubert Damen
Hubert Damen (Antwerpen, 23 maart 1946) is een Vlaams theater- en televisieacteur, die bij het grote publiek bekend werd door zijn rollen in Niet voor publikatie, Caravans en Lili en Marleen, maar zijn grootste populariteit pas verwierf door de hoofdrol in de politieserie Witse. In 2015 speelde hij in de Nederlandse film Code M.
Hubert Damen volgde een acteursopleiding aan Studio Herman Teirlinck waaraan hij in 1968 afstudeerde.
Volgens Hubert Damen zelf beschikt hij naast acteertalent ook over zangtalent. Graag zou hij al politiek bedreven hebben, maar niet als "wit-konijn" zoals bijna elke andere collega. Echte inspraak en maatschappelijke daadkracht zijn volgens hem onvoldoende aanwezig bij de huidige democratie.

## Televisie- en filmrollen
- Langs de Kade (1990), gastrol in episode 'De gluurder' (afl. 8)
- Niet voor publikatie (1990; 1994 tot 1995), als Eric De Moor
- Caravans (1992-1993), als Frans Kadans
- Toy Story 1, 2, 3 & 4 (1995, 1999, 2010 & 2019) als de stem van Meneer Aardappelhoofd
- Lili en Marleen (1996-1999, 2009-2010), als (Nonkel) Frans
- Heterdaad (1997), gastrol in aflevering 16 als Hugo de Pauw
- F.C. De Kampioenen (1996), gastrol in episode Doping (afl. 3 reeks 7), als meneer Verachtert
- Flikken (1999-2000), als Adjunct-Commissaris-Hoofdinspecteur Daniël Deprez
- Alexander (2001) als Jan Stuckens
- Stille Waters (2001), als Coppens
- W817 (jaar onbekend) , gastrol als directeur
- Recht op Recht (2001), gastrol in episode Verliezen is doodgaan (afl. 3.8), als Kesteloot
- F.C. De Kampioenen (2002), gastrol in episode Psycho Boma (afl. 7 reeks 12), als Jean Legrand
- Recht op Recht (2002), gastrol in episode Rode kaart (afl. 4.6), als Aimé De Jaeghere
- Thuis (2002), gastrol als openbare aanklager
- Witse (2004 tot 2012), als commissaris Werenfried Witse
- Garfield: A Tail of Two Kitties, als de stem van Prins de Twaalfde in de Vlaamse versie
- A Farewell to Fools (2013), als Doctor
- W. (2014), als Werenfried Witse
- Code M (2015), als jonkheer Fons
- Rode Neuzen Dag Zaak van de Rode Neus (2015), als Werenfried Witse

## Theaterrollen
Onderhavig overzicht is geenszins exhaustief.
- Freule Julie (seizoen 1978-1979, KNS)
- De Minerva (seizoen 1980-1981, KNS)
- De wijze kater (seizoen 1981-1982, KNS)
- Een winters verhaal (seizoen 1981-1982, KNS)
- Voor de vrijheid van de stad (seizoen 1982-1983, KNS)
- De vrede (seizoen 1982-1983, KNS)
- De speler (seizoen 1983-1984, KNS)
- De zelfmoordenaar (seizoen 1983-1984, KNS)
- De jaren dertig (seizoen 1983-1984, KNS)
- Antigone (seizoen 1984-1985, KNS)
- De Trojaden (seizoen 1986-1987, Artesis Hogeschool Antwerpen/Studio Herman Teirlinck) [regie & decorontwerp]
- Ghetto (seizoen 1986-1987, KNS)
- De vliegen (seizoen 1986-1987, KNS)
- Scapin (seizoen 1987-1988, KNS)
- Kinderen van een meerdere god (seizoen 1987-1988, Artesis Hogeschool Antwerpen/Studio Herman Teirlinck) [regie & ruimteontwerp]
- Artiestenuitgang (seizoen 1987-1988, KNS)
- Romeo en Julia (seizoen 1987-1988, KNS)
- Don Quichot (seizoen 1988-1989, KNS)
- De blinde vlek (seizoen 1988-1989, KNS)
- Het laatste glas (seizoen 1988-1989, KNS)
- Laat maar gaan! (seizoen 1989-1990, KNS)
- Achter de schermen (seizoen 1989-1990, KNS)
- Woyzeck (seizoenen 1988-1989 en 1989-1990, KNS)
- Ik, Feuerbach (seizoen 1990-1991, KNS)
- Tartuffe (seizoen 1990-1991, KNS)
- Rode neuzen (seizoen 1990-1991, KNS)
- De misantroop (seizoen 1991-1992, Ensemble KNS-Raamteater)
- Andermans geld (seizoen 1993-1994, Ensemble KNS-Raamteater)
- Ave Ave Eva (seizoen 1993-1994, Antigone) [bewerking & regie]
- De kunst van het vragen (seizoen 1994-1995, KVS)
- Kasimir en Karoline (seizoen 1995-1996, Antigone) [regie]
- Een veelvoud van stilte (seizoen 1995-1996, Antigone)
- Als de bladeren in Vallombrosa (seizoen 1995-1996, KNS)
- De geschiedenis van de soldaat/Jiu-se-lu (seizoen 1996-1997, Koninklijk Jeugdtheater)
- De Trojaanse vrouwen (seizoen 1996-1997, KNS) [regie]
- Lanzarote Los Molinos (seizoen 1996-1997, KVS)
- Tartuffe (seizoen 1997-1998, KVS)
- Othello (seizoenen 1996-1997 en 1997-1998, KVS)
- Kunst (seizoenen 1997-1998 en 1998-1999, KVS)
- Uitnodiging voor een onthoofding (seizoen 1999-2000, KVS)
- Oom Wanja (seizoenen 1998-1999 en 1999-2000, KVS)
- Het Gulden Vlies (seizoen 1999-2000, KVS)
- Hotel Belle-Vue (seizoen 2000-2001, KVS)
- Cleansed/Crave (seizoenen 1999-2000 en 2000-2001, KVS)

## Privé
Hubert Damen is de oom van Katelijne Damen en advocaat Walter Damen en familie van oud-K3-zangeres Karen Damen.